# Медвежья Гора (станция)
Медве́жья Гора́ — железнодорожная станция Октябрьской железной дороги в городе Медвежьегорске.
Состоит из двух низких платформ (1 островная и 1 боковая). Перейти между платформами можно по настилам через пути. На станции останавливаются пригородные поезда на Петрозаводск и Кемь, а также поезда дальнего следования из Москвы и Санкт-Петербурга на Мурманск.
Станция электрифицирована в 2002 году.

## Этимология названия
Этимология названия «Медвежья Гора» до сих пор остаётся неизвестной. По одной из версий, однажды лесозаводчик Захарьев, рьяный охотник, вскоре после того, как бездетные Захарьевы взяли приёмного сына, принёс домой медвежонка. Медвежонок стал любимцем жены Захарьева. Когда он вырос, для него построили во дворе клетку. Но случилась беда — медведь сильно изуродовал руку приёмному сыну, и настоящие родители мальчика подали в суд. Медведя пришлось пристрелить. Похоронили его у подножья горы и в честь этого назвали гору Медвежьей. По названию горы железнодорожная станция и получила своё название.

## История

### Период с Революции по 1938 год
В период с марта 1915 по ноябрь 1916 года строилась государственная железная дорога от станции Петрозаводск к незамерзающему порту на Мурмане — будущие станция и город Романов-на-Мурмане. Станция Петрозаводск принадлежала Олонецкой железной дороге, а строительством новой железной дороги занималось Управление строительства и временной эксплуатации железнодорожного участка Петрозаводск — Сорокская. Постройка дороги протяжением в 987 вёрст (1053 км) продолжалась всего 1 год 8 месяцев. Объясняется такая удивительная быстрота тем, что во время Первой мировой войны, когда пути через Балтийское и Чёрное моря были закрыты, России необходимо было иметь свободный выход в море, а один Архангельск этой потребности удовлетворить не мог.
Станция Медвежья Гора была построена тогда же, до Октябрьской революции. Вокзальное здание, сохранившееся до сих пор, было построено по проекту архитектора Руфина Михайловича Габе в 1916 году.
После окончания Гражданской войны ставится задача более интенсивного использования богатств Карелии. Для реализации этой задачи возле станции возникают посёлки: посёлок им. Дзержинского (до 28 февраля 1925 года имел название Усть-Медвежья Гора, теперь улица Карла Либнехта), посёлок им. Арнольдова (теперь улица Октябрьская), затем возникают посёлки Школьный, Южный, Первомайский. В 1929 году посёлок Медвежья Гора (то есть объединение всех вышеназванных посёлков) был преобразован в рабочий посёлок, а в 1933 году — в посёлок городского типа. В 1935 году Мурманская железная дорога переименована в Кировскую железную дорогу. В 1938 году посёлку Медвежья Гора был присвоен статус города, и он получил своё нынешнее название. Название железнодорожной станции, однако же, сохранилось.

### Станция в период Советско-финской и Великой Отечественной войн
С 1941 по 1944 год в период советско-финской войны-продолжения большой участок Кировской железной дороги, от станции Свирь на юге и до станции Масельская на севере, и станция Медвежья Гора в том числе, оказался в зоне оккупации финской армией. Город и станция были освобождены 23 июня 1944 г. подразделениями 313-й стрелковой дивизии.

### Крушение 16 марта 1983 года
16 марта 1983 года на станции произошло крупное крушение — грузовой поезд № 2015 с тепловозом ТЭ3-6426 без тормозов столкнулся с маневровым тепловозом ТЭМ2-5705 и пассажирским поездом № 50 Ленинград-Мурманск. Причиной крушения явилось необеспечение грузового поезда единым тормозным нажатием, а также действия дежурного по станции, знавшего о проблемах с управлением грузового тепловоза, но не приостановившего маневровые работы и приём поезда № 50. Информация о количестве жертв не обнародовалась.

## Музей истории станции
При станции имеется железнодорожный музей — экспонаты: паровоз Эр-791-70, семафор, водозаборная колонка, двухосной вагон-теплушка. В музейном вагоне имеется экспозиция по истории станции и депо.

## Дальнее следование по станции
| Круглогодичное обращение поездов | Круглогодичное обращение поездов | Круглогодичное обращение поездов | Круглогодичное обращение поездов |
| № поезда                         | Маршрут движения                 | № поезда                         | Маршрут движения                 |
| -------------------------------- | -------------------------------- | -------------------------------- | -------------------------------- |
| 15 «Арктика»                     | Мурманск — Москва                | 16 «Арктика»                     | Москва — Мурманск                |
| 21                               | Мурманск — Санкт-Петербург       | 22                               | Санкт-Петербург — Мурманск       |
| 65                               | Мурманск — Минск                 | 66                               | Минск — Мурманск                 |
| 91                               | Мурманск — Москва                | 92                               | Москва — Мурманск                |

| Сезонное обращение поездов | Сезонное обращение поездов | Сезонное обращение поездов | Сезонное обращение поездов |
| № поезда                   | Маршрут движения           | № поезда                   | Маршрут движения           |
| -------------------------- | -------------------------- | -------------------------- | -------------------------- |
| 225                        | Мурманск — Адлер           | 226                        | Адлер — Мурманск           |
| 241                        | Мурманск — Москва          | 242                        | Москва — Мурманск          |
| 285                        | Мурманск — Новороссийск    | 286                        | Новороссийск — Мурманск    |
| 293                        | Мурманск — Анапа           | 294                        | Анапа — Мурманск           |

## Фотографии

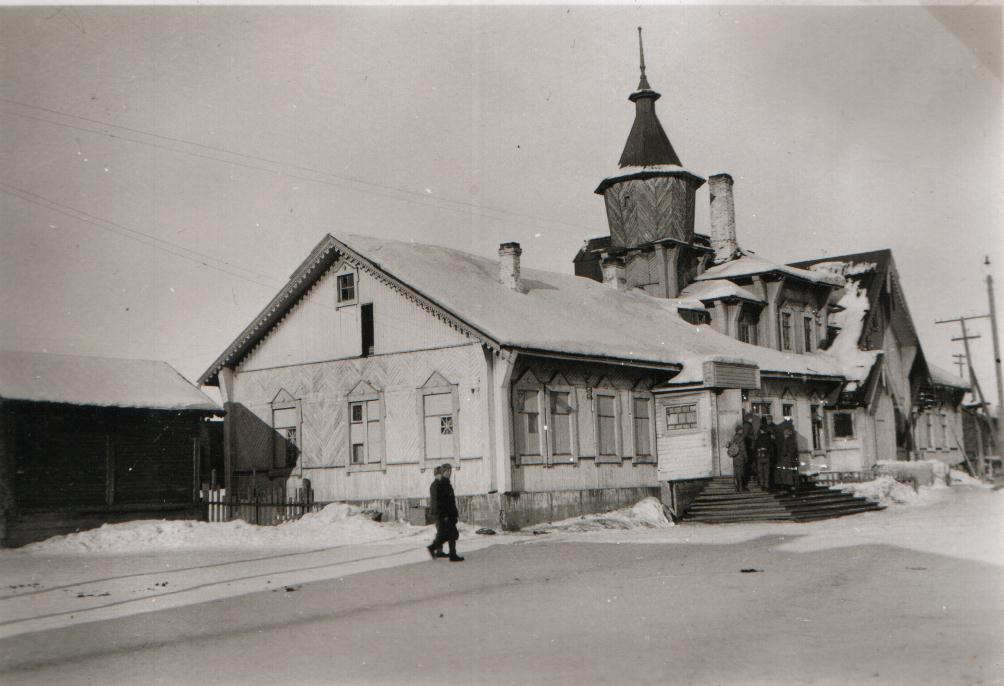
Станция зимой 1941-1942
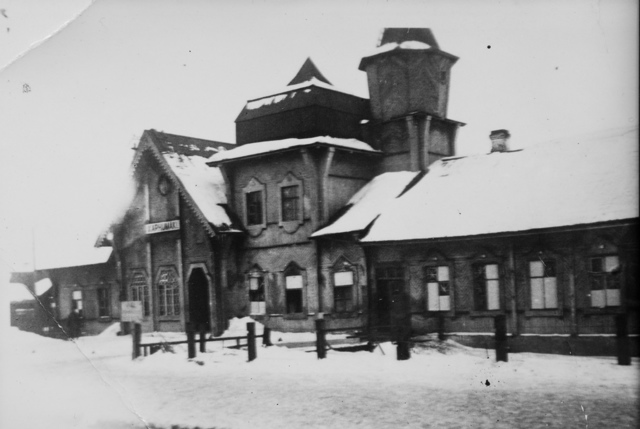
Станция зимой 1941-1942
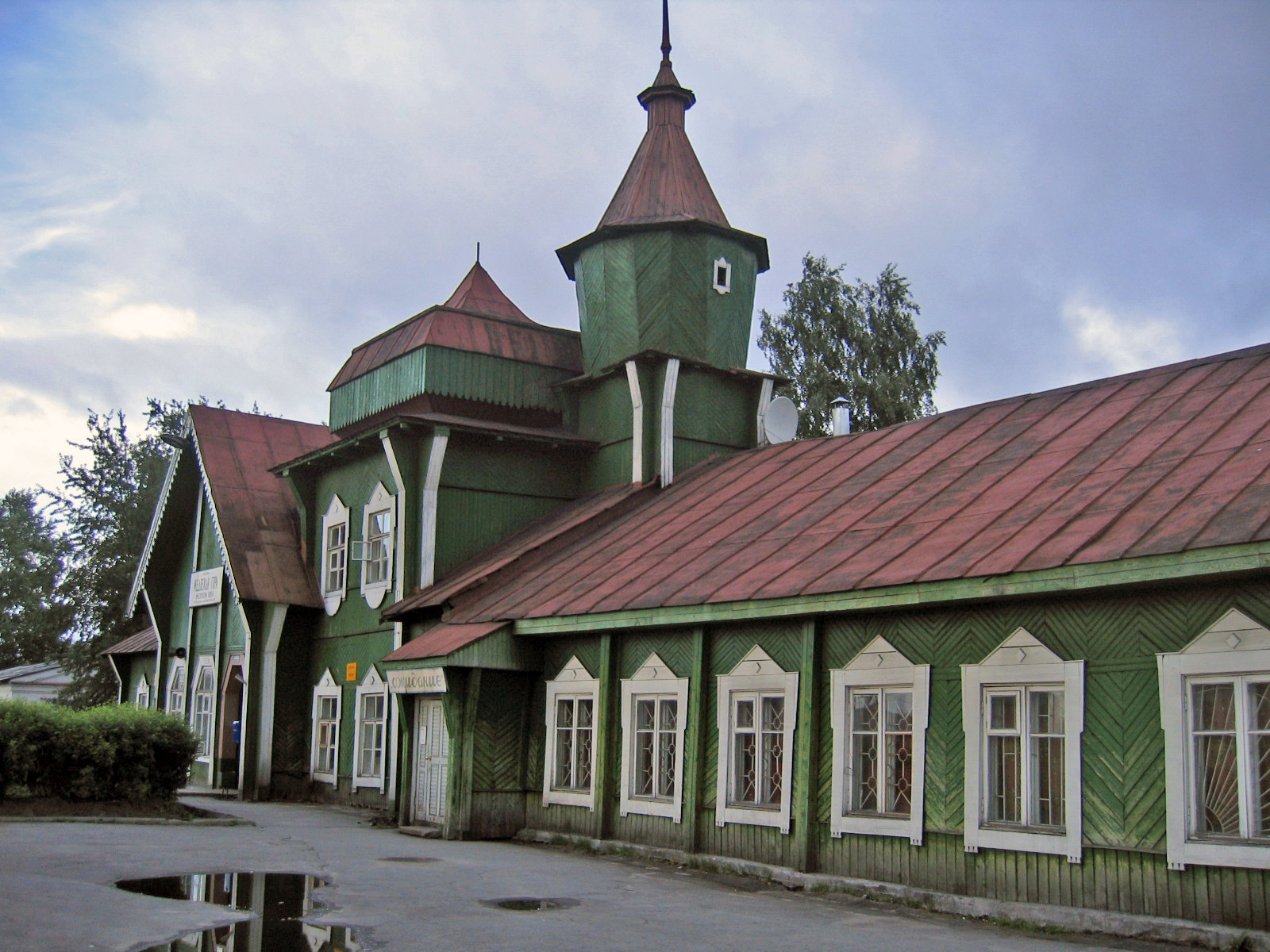
Вокзальное здание станции
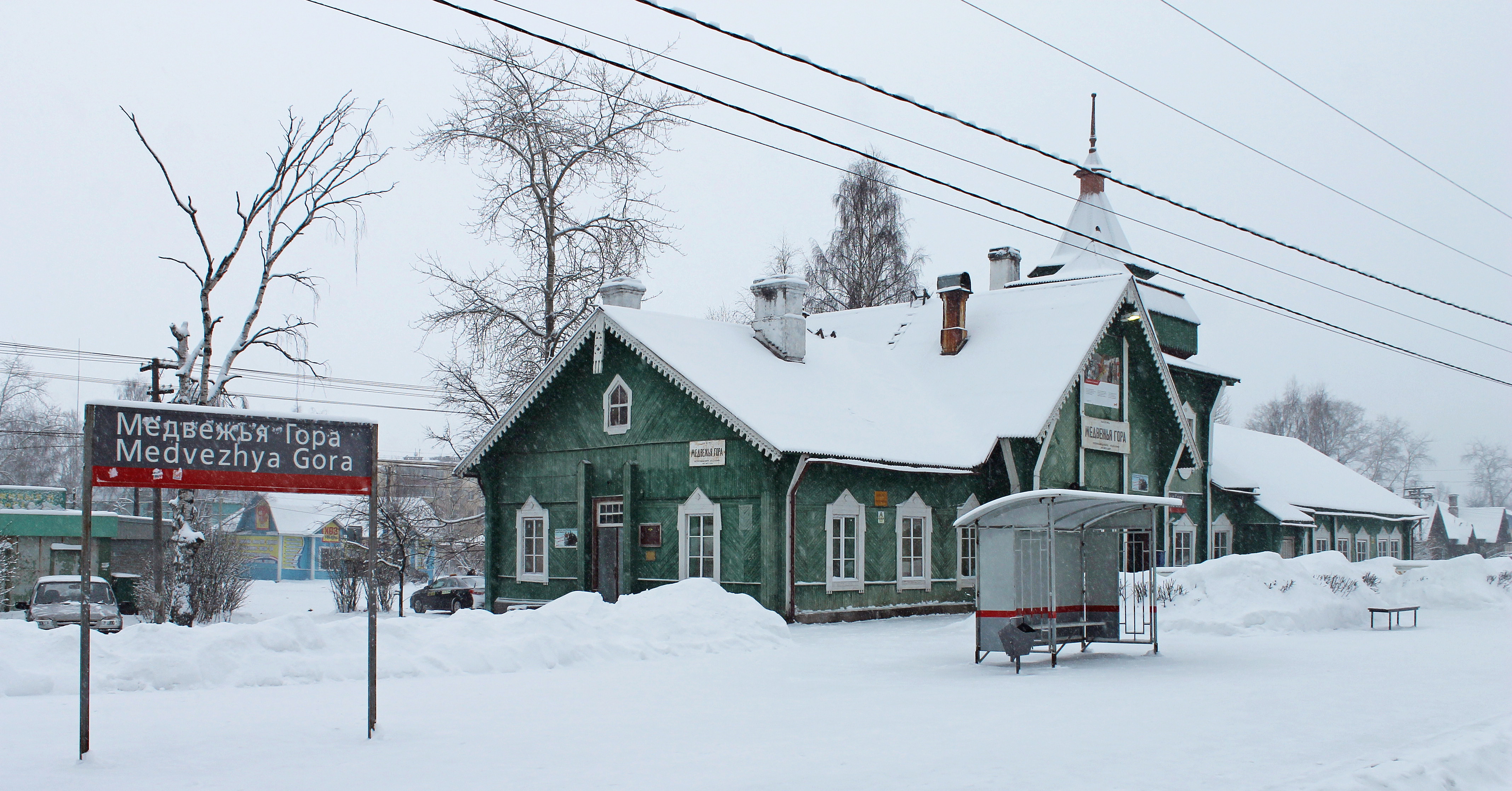
Вокзал станции зимой 2016 года
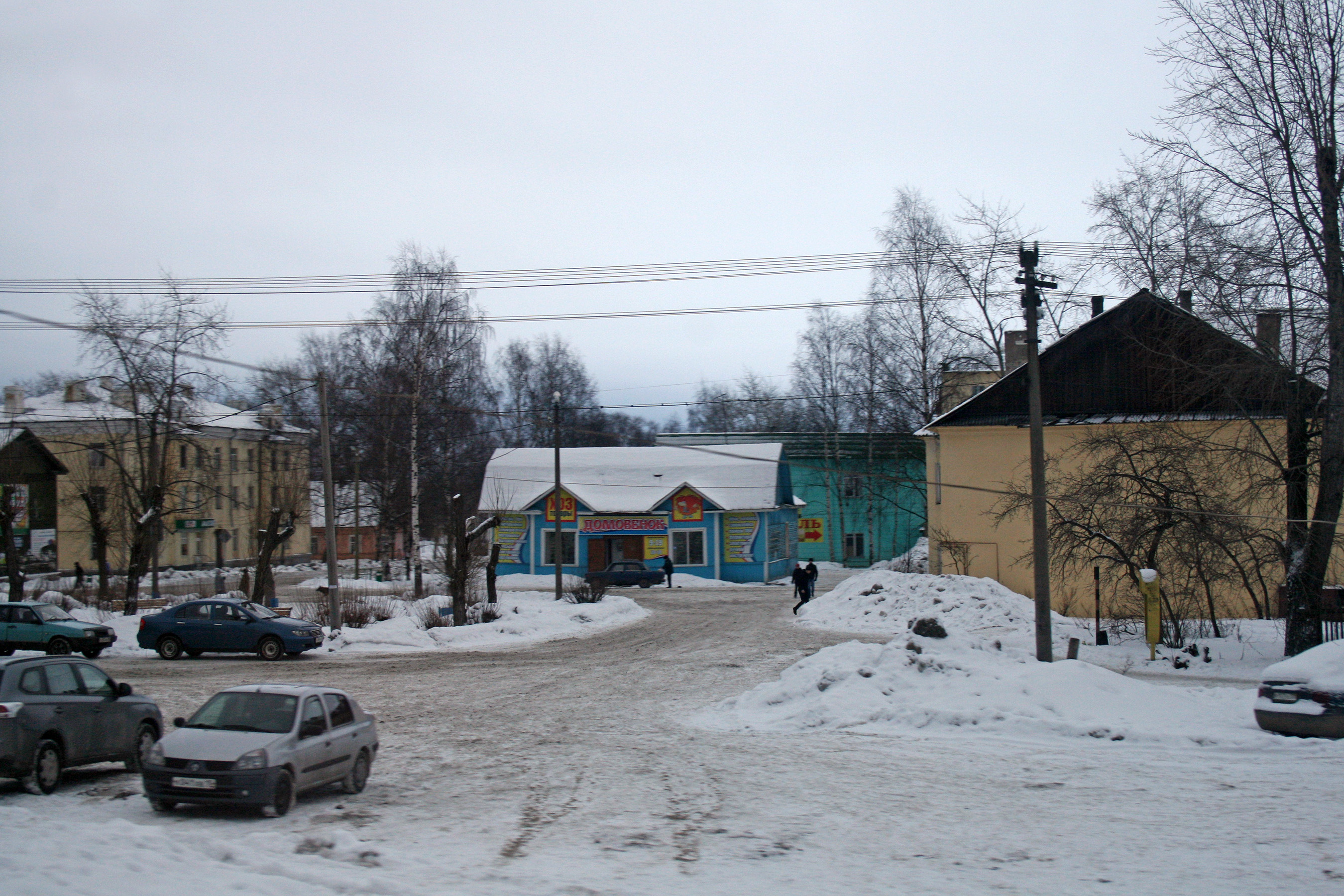
Привокзальная площадь зимой 2017 года